# Mats Wendt
Mats Wendt, född 1965, är en svensk tonsättare som bland annat är verksam inom det cymbersymfoniska området.

## Eddan
Wendts mest kända verk är Eddan (1999-2008), ett 16 timmar långt cybersymfoniskt verk över den nordiska mytologin. 5 timmar ur verken framfördes under festspelen i Bayreuth 2003 under de årliga Wagnerfestspelen. Fem timmar ur verket framfördes 2003 i Bayreuth/Tyskland under de årliga Wagner-festspelen. Framförandet skedde i Wahnfried. Wahnfried var Richard Wagners hem, nuvarande Richard Wagner Museum.